# Stanisław Ejzerman
Stanisław Marian Ejzerman (ur. 14 sierpnia 1883 w Krakowie, zm. ?) – major kawalerii Wojska Polskiego, kawaler Orderu Virtuti Militari.

## Życiorys
Urodził się 14 sierpnia 1883 w Krakowie, w rodzinie Stanisława i Heleny .
Kapral I plutonu 2. szwadronu ułanów II Brygady Legionów Polskich. Brał udział w szarży pod Rokitną, w bocznym patrolu.
Po odzyskaniu niepodległości służył w Wojsku Polskim. 3 maja 1922 zweryfikowany został w stopniu rotmistrza ze starszeństwem z dniem 1 czerwca 1919, w korpusie oficerów jazdy. Służył w 5 pułku ułanów Zasławskich w Ostrołęce. 18 lutego 1928 awansował do stopnia majora ze starszeństwem z dniem 1 stycznia 1928 i 20. lokatą w korpusie oficerów kawalerii. W kwietniu tego roku został przeniesiony do 8 pułku ułanów w Krakowie na stanowisko kwatermistrza. Z dniem 31 sierpnia 1929 został przeniesiony w stan spoczynku.
W 1934 roku pozostawał w ewidencji Powiatowej Komendy Uzupełnień Miechów. Posiadał przydział do Oficerskiej Kadry Okręgowej Nr V. Był wówczas „przewidziany do użycia w czasie wojny”.

## Ordery i odznaczenia
- Krzyż Srebrny Orderu Wojskowego Virtuti Militari nr 5461 – 17 maja 1922[7]
- Krzyż Niepodległości – 20 lipca 1932 „za pracę w dziele odzyskania niepodległości”[8]
- Krzyż Walecznych